# Jack Tottem
Jack Tottem (22 de julio de 2001) es un deportista británico que compite en remo como timonel. Ganó una medalla de oro en el Campeonato Europeo de Remo de 2025, en la prueba de ocho con timonel femenino.

## Palmarés internacional
| Campeonato Europeo | Campeonato Europeo | Campeonato Europeo | Campeonato Europeo |
| Año                | Lugar              | Medalla            | Prueba             |
| ------------------ | ------------------ | ------------------ | ------------------ |
| 2025               | Plovdiv (Bulgaria) | Medalla de oro     | Ocho con timonel   |